# Kutîn, Zaricine
Kutîn (în ucraineană Кутин) este localitatea de reședință a comunei Kutîn din raionul Zaricine, regiunea Rivne, Ucraina.

## Demografie
Componența lingvistică a localității Kutîn
     Ucraineană (99,38%)
     Alte limbi (0,62%)
Conform recensământului din 2001, majoritatea populației localității Kutîn era vorbitoare de ucraineană (99,38%), existând în minoritate și vorbitori de alte limbi.